# Dobovec pri Rogatcu
Dobovec pri Rogatcu este o localitate din comuna Rogatec, Slovenia, cu o populație de 306 locuitori.